# Oued Meboudja
 (juillet 2023).
Oued Meboudja (en arabe : وادي مبوجة) est un oued à Annaba en Algérie.

## Localisation
L'oued est un affluent gauche de la rivière Seybouse, qu'il rejoint près d'El Hadjar au sud du centre industriel d'Annaba.

## Impact humain
En 1877, la société minière Mokta El Hadid a obtenu l'autorisation de drainer le lac de Fetzara en échange du transfert gratuit des terres asséchées. Un canal partait du centre du lac, traversait le flanc ouest de 22 mètres (72 pieds) et rejoignait Oued Meboudja. L'altitude de la surface était tombée à 12 mètres (39 pieds) d'ici 1880, mais le lac restait marécageux en été,.
En mai 2007, il a été signalé que les agriculteurs qui utilisaient les eaux de l'oued pour irriguer leurs terres étaient très préoccupés par la pollution. Une étude publiée en 2013 a révélé que le Complexe sidérurgique d'El Hadjar rejetait des pollutions métalliques dans l'oued, avec des niveaux de cuivre inacceptables et des concentrations variables de fer, de chrome et de nickel.